# کریستف دوسارت
کریستف دوسارت (انگلیسی: Christophe Dussart؛ زادهٔ ۱۵ آوریل ۱۹۷۶) بازیکن فوتبال اهل فرانسه است.
از باشگاه‌هایی که در آن بازی کرده‌است می‌توان به باشگاه فوتبال نیم المپیک، باشگاه فوتبال والنسین، باشگاه فوتبال آنژه، و باشگاه فوتبال کلرمون فوت اشاره کرد.